# پل تریکه
پل تریکه (انگلیسی: Paul Triquet؛ ۲ آوریل ۱۹۱۰ – ۸ اوت ۱۹۸۰) فرد نظامی اهل کانادا بود. وی همچنین برندهٔ جوایزی همچون لژیون دونور (شوالیه) شده‌است.